# Gerard Butler
Gerard James Butler (født 13. november 1969 i Paisley) er en skotsk skuespiller. Som ung gik han på Glasgow University for at blive jurist. Noget han besluttede sig at stoppe med, da han så sit snit til at blive skuespiller. Han fik mindre roller i film som Tomorrow Never Dies (1997) og Tale Of The Mummy (1998). Efter det fik han roller i to tv-serier uden den store succes, men senere i større film fik han større roller og var efterhånden med i to-tre film om året.
I 2003 fik han store roller i Lara Croft Tomb Raider: The Cradle of Life, men det var i 2004 at han fik sit store gennembrud i filmatiseringen af Andrew Lloyd Webbers Fantomet i operaen, hvor han spillede hovedrollen som Fantomet.
I de senere år er han blevet en mere eftertragtet skuespiller efter sine præstationer i film som 300, som han vandt en MTV Movie Award for "Bedste Kamp" i 2007, Law Abiding Citizen og The Phantom of the Opera.

## Udvalgt filmografi
- Dracula 2000 (2000)
- Attila (2001)
- Dragejægerne (2002)
- Timeline (2003)
- Lara Croft Tomb Raider: The Cradle of Life (2003)
- Dear Frankie (2004)
- The Phantom of the Opera (2004)
- Beowulf and Grendel (2005)
- 300 (2006)
- P.S. I Love You (2007)
- Butterfly On A Wheel (2007)
- Nim's Island (2008)
- RocknRolla (2008)
- The Ugly Truth (2009)
- Gamer (2009)
- Law Abiding Citizen (2009)
- Sådan træner du din drage (2009)
- The Bounty Hunter (2010)
- Coriolanus (2010)
- Olympus Has Fallen (2013)
- London Has Fallen (2016)
- Gods of Egypt (2016)
- Geostorm (2017)
- Hunter Killer (2018)
- Den of Thieves (2018)
- Angel Has Fallen (2019)
- Greenland (2020)